# Посёлок завода «Ветзоотехника»
Посёлок завода «Ветзоотехника» — посёлок в Рыбновском районе Рязанской области. Входит в Чурилковское сельское поселение.

## География
Посёлок находится в 3 км на северо-восток от села Чурилково и в 10 км на северо-запад от районного центра, города Рыбное. Расстояние по автомобильной дороге до Рыбного составляет 22 км.

## История
В 1959 году в Рыбновском районе был построен завод, специализирующийся на производстве инструментария и оборудования для зооветеринарии. При заводе был основан посёлок для работников предприятия.

## Население
| 2010 |
| ---- |
| 723  |

## Инфраструктура
В посёлке действует детский сад №9 «Чебурашка», отделение почты, магазины. Транспортные связи посёлка с районным и областным центрами осуществляются пригородными электропоездами со станции Дивово, находящейся в 1,5 км юго-западнее посёлка.